# Allie Kiick
Alexandra Kiick, detta Allie (Fort Lauderdale, 30 giugno 1995), è una tennista statunitense.

## Carriera
Ha vinto 7 titoli nel singolare e 2 nel doppio della categoria ITF. Nel giugno 2019 ha raggiunto il suo best ranking nel circuito WTA (126ª posizione).
Nel settembre 2015 ha annunciato di aver sconfitto il melanoma che le era stato diagnosticato alcuni mesi prima e che l'aveva costretta ad allontanarsi dai campi da gioco.

## Statistiche ITF

### Singolare

#### Vittorie (7)
| Torneo $100.000 (0) |
| Torneo $80.000 (0)  |
| Torneo $75.000 (0)  |
| Torneo $60.000 (1)  |
| Torneo $50.000 (1)  |
| Torneo $40.000 (0)  |
| Torneo $25.000 (3)  |
| Torneo $15.000 (0)  |
| Torneo $10.000 (2)  |

| N. | Data              | Torneo                                                    | Superficie  | Avversaria          | Punteggio        |
| 1. | 26 settembre 2011 | Amelia Island Women's Tennis Championships, Amelia Island | Terra verde | Chalena Scholl      | 6(5)–7, 6–2, 6–3 |
| 2. | 4 marzo 2013      | Gainesville Tennis Classic, Gainesville                   | Terra verde | Kateřina Kramperová | 7–5, 6–1         |
| 3. | 16 dicembre 2013  | Circuito Femenil Mérida, Mérida                           | Cemento     | Ajla Tomljanović    | 3–6, 7–5, 6–0    |
| 4. | 27 aprile 2015    | Boyd Tinsley Women's Clay Court Classic, Charlottesville  | Terra verde | Katerina Stewart    | 7–5, 6(3)–7, 7–5 |
| 5. | 1º luglio 2018    | Rising Star Tour, Båstad                                  | Terra rossa | Isabella Šinikova   | 6–2, 6–1         |
| 6. | 16 giugno 2019    | Trofeu Internacional Ciutat de Barcelona, Barcellona      | Terra rossa | Çağla Büyükakçay    | 7–6(3), 3–6, 6–1 |
| 7. | 26 ottobre 2019   | ITF Women's Circuit Cucuta, Cúcuta                        | Terra rossa | Conny Perrin        | 6–2, 6–2         |

#### Sconfitte (8)
| Torneo $100.000 (0) |
| Torneo $80.000 (0)  |
| Torneo $75.000 (0)  |
| Torneo $60.000 (1)  |
| Torneo $50.000 (1)  |
| Torneo $40.000 (0)  |
| Torneo $25.000 (6)  |
| Torneo $15.000 (0)  |
| Torneo $10.000 (0)  |

| N. | Data              | Torneo                                                                | Superficie  | Avversaria         | Punteggio        |
| 1. | 28 aprile 2013    | Boyd Tinsley Women's Clay Court Classic, Charlottesville              | Terra verde | Shelby Rogers      | 3-6, 5-7         |
| 2. | 26 gennaio 2014   | Daytona Beach Open, Daytona Beach                                     | Terra verde | Anna Tatišvili     | 1-6, 3-6         |
| 3. | 15 aprile 2018    | Pelham Racquet Club Women's $25K Pro Circuit Challenger, Pelham       | Terra verde | Iga Świątek        | 2-6, 0-6         |
| 4. | 8 luglio 2018     | Open GDF SUEZ de la Porte du Hainaut, Denain                          | Terra rossa | Valerija Strachova | 6-3, 6(5)–7, 0-6 |
| 5. | 7 novembre 2021   | Women's Circuit Orlando, Orlando                                      | Terra verde | Emma Navarro       | 6-3, 2-6, 3-6    |
| 6. | 18 giugno 2023    | Cheyenne Mountain Resort Women's Pro Tennis Classic, Colorado Springs | Cemento     | Katarina Kozarov   | 3-6, 1-6         |
| 7. | 24 settembre 2023 | Berkeley Tennis Club Challenge, Berkeley                              | Cemento     | Marina Stakusic    | 3-6, 4-6         |
| 8. | 14 gennaio 2024   | Germain BMW of Naples, Naples                                         | Terra verde | Clervie Ngounoue   | 1-6, 1-6         |

### Doppio

#### Vittorie (2)
| Torneo $100.000 (0) |
| Torneo $80.000 (0)  |
| Torneo $75.000 (0)  |
| Torneo $60.000 (0)  |
| Torneo $50.000 (0)  |
| Torneo $40.000 (0)  |
| Torneo $25.000 (2)  |
| Torneo $15.000 (0)  |
| Torneo $10.000 (0)  |

| N. | Data            | Torneo                                           | Superficie  | Compagna        | Avversarie in finale         | Punteggio        |
| 1. | 22 luglio 2013  | CIBC Wood Gundy Challenger, Winnipeg             | Cemento     | Heidi El Tabakh | Samantha Murray Jade Windley | 6–4, 2–6, [10–8] |
| 2. | 16 gennaio 2022 | Vero Beach International Tennis Open, Vero Beach | Terra verde | Sophie Chang    | Anna Rogers Christina Rosca  | 6-3, 6-3         |

#### Sconfitte (6)
| Torneo $100.000 (0) |
| Torneo $80.000 (1)  |
| Torneo $75.000 (0)  |
| Torneo $60.000 (0)  |
| Torneo $50.000 (0)  |
| Torneo $40.000 (0)  |
| Torneo $25.000 (5)  |
| Torneo $15.000 (0)  |
| Torneo $10.000 (0)  |

| N. | Data              | Torneo                                      | Superficie  | Compagna        | Avversarie in finale                | Punteggio            |
| 1. | 30 ottobre 2011   | Puerto Rico Women's Challenger, Bayamón     | Cemento     | Victoria Duval  | Chanel Simmonds Ajla Tomljanović    | 3-6, 1-6             |
| 2. | 9 febbraio 2013   | Launceston Tennis International, Launceston | Cemento     | Erin Routliffe  | Ksenija Lykina Emily Webley-Smith   | 5–7, 3–6             |
| 3. | 15 settembre 2013 | USTA Challenger of Redding, Redding         | Cemento     | Jacqueline Cako | Robin Anderson Lauren Embree        | 4-6, 7-5, [7-10]     |
| 4. | 19 ottobre 2013   | Rock Hill Rocks Open, Rock Hill             | Cemento     | Asia Muhammad   | Mariana Duque Mariño María Irigoyen | 6–4, 6(5)–7, [10–12] |
| 5. | 22 marzo 2014     | Innisbrook Women's Open, Innisbrook         | Terra verde | Sachia Vickery  | Gioia Barbieri Julia Cohen          | 6(5)–7, 0–6          |
| 6. | 5 maggio 2018     | LTP Charleston Pro Tennis, Charleston       | Terra verde | Louisa Chirico  | Alexa Guarachi Erin Routliffe       | 1–6, 6–3, [5–10]     |

## Risultati in progressione
| Sigla | Risultato               |
| ----- | ----------------------- |
| V     | Vincitore               |
| F     | Finalista               |
| SF    | Semifinalista           |
| O     | Oro olimpico            |
| A     | Argento olimpico        |
| SF    | Bronzo olimpico         |
| QF    | Quarti di Finale        |
| 4T    | Quarto turno            |
| 3T    | Terzo turno             |
| 2T    | Secondo turno           |
| 1T    | Primo turno             |
| RR    | Round Robin             |
| LQ    | Turno di qualificazione |
| A     | Assente                 |
| ND    | Non disputato           |

| Legenda superfici    |
| -------------------- |
| Cemento              |
| Terra battuta        |
| Erba                 |
| Superficie variabile |

### Singolare nei tornei del Grande Slam
Nessuna partecipazione

### Doppio nei tornei del Grande Slam
| Torneo          | 2013 | 2014 |
| --------------- | ---- | ---- |
| Australian Open | A    | A    |
| Open di Francia | A    | A    |
| Wimbledon       | A    | A    |
| US Open         | 1T   | A    |

### Doppio misto nei tornei del Grande Slam
Nessuna partecipazione